# Ланіакея

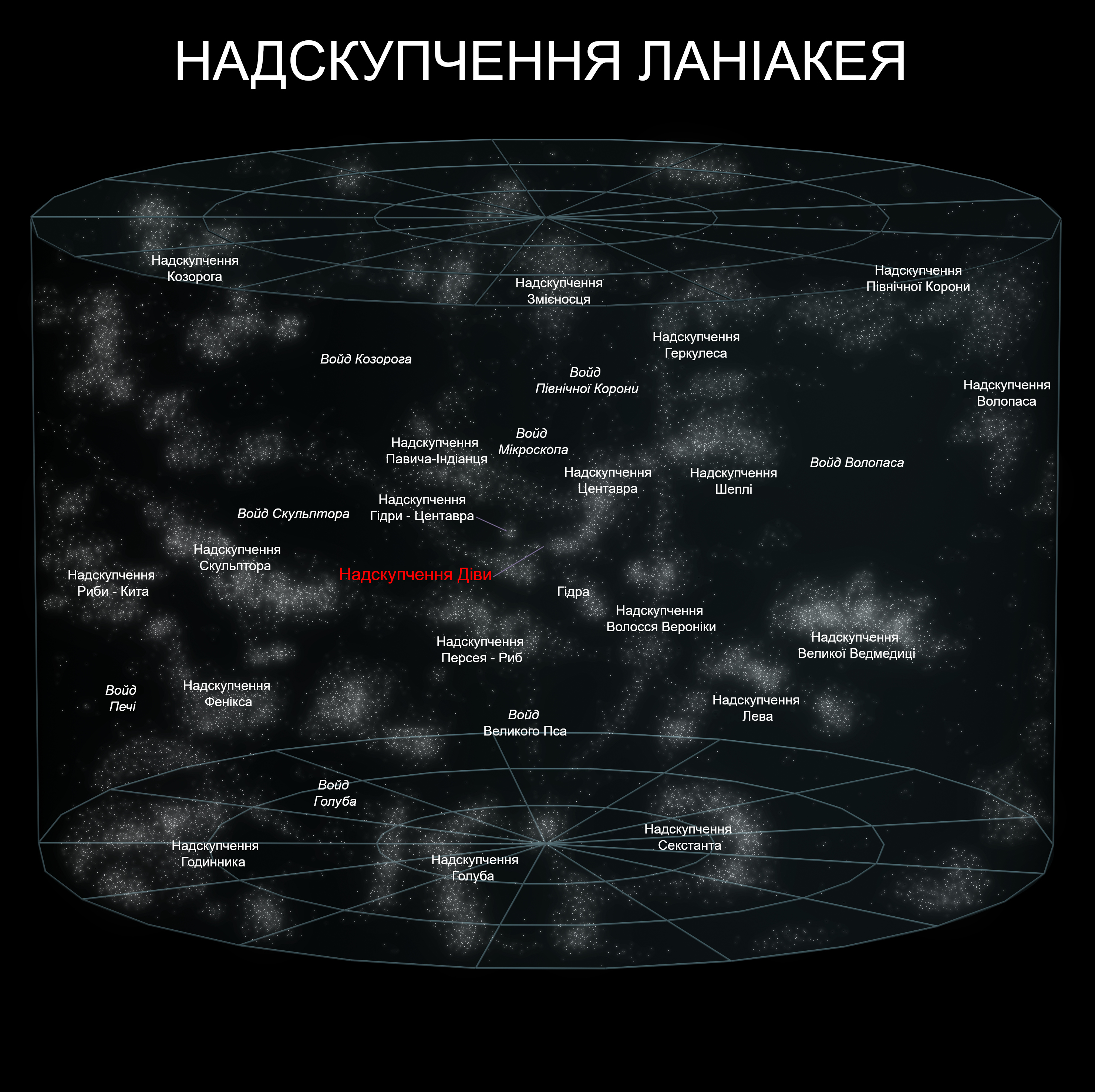
Надскупчення Ланіакея

Ланіакея (гавайською — «неосяжні небеса») — великомасштабна структура галактик, яка включає Надскупчення Діви (складовою частиною якого є Місцева група, що містить наш Чумацький Шлях із Сонячною системою) та Великий Атрактор в якому розташований центр тяжіння Ланіакеї. У свою чергу, Ланіакея входить до комплексу надскупчень Риб—Кита.

## Історія
Перша тривимірна карта Ланіакеї була створена у вересні 2014 за допомогою радіотелескопа Грін-Бенк та інших телескопів. Подальші дослідження показують, що Ланіакея не пов'язана гравітаційно; Це надскупчення з часом розпадеться, а не продовжуватиме підтримувати свою сучасну структуру[джерело?].
Провідним автором першого дослідження Ланіакеї є астроном Річард Таллі з Астрономічного інституту Гаваїв, що є структурним підрозділом Гавайського університету в Маноа.
Назву «Ланіакея», запропонував Нава'а Наполеон, викладач одного з коледжів Гонолулу. Вона є даниною поваги полінезійським мореплавцям, що застосовували знання зоряного неба для навігації Тихим океаном.

## Характеристика

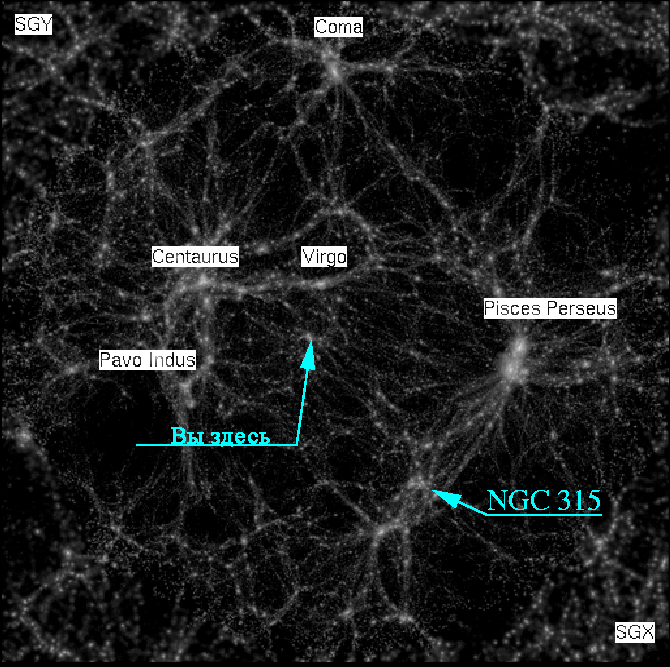
Ланіакея (в центрі та ліворуч) і надскупчення Персея-Риб (праворуч і знизу)

Надскупчення Ланіакея охоплює приблизно 100 000 галактик, розтягнутих на понад 160 мегапарсек (520 млн. світлових років). Вона має масу приблизно 1017 M☉, або в сто тисяч разів більше, ніж у нашої Галактики, яка майже така ж, як і у Надскупчення Годинника. Складається з чотирьох частин, які раніше були відомі як окремі надскупчення:
- Надскупчення Діви, частиною якого є Чумацький Шлях;
- Надскупчення Гідри—Кентавра;
- Надскупчення Павича—Індіанця;
- Надскупчення Кентавра.

Найбільшими скупченнями у складі Ланіакеї є скупчення Діви, Гідри, Центавра, Абель 3565, Абель 3574, Абель 3521, Печі, Ерідана та Косинця. Вся Ланіакея складається приблизно з 300—500 відомих скупчень і груп галактик. Справжня кількість може бути набагато більшою, оскільки деякі з них потрапляють у зону уникання, і їх дуже важко спостерігати.
Надвеликі скупчення є частиною великомасштабних структур Всесвіту і їх межі важко визначити, особливо зсередини. Команда науковців використовувала радіотелескопи, щоб визначити напрямки руху навколишніх галактик і нанести їх на карту. У межах надскупчення рух більшості галактик буде спрямований усередину, у бік центру мас. У випадку з Ланіакеєю цей гравітаційний центр називають Великим Атрактором. Він впливає на рух Місцевої групи галактик, в якій розташований наш Чумацький Шлях. Утім, скупчення, з яких складається Ланіакея, не пов'язані між собою гравітаційно, і, за прогнозами, Ланіакею буде розірвано темною енергією на складові частини[джерело?]

## Розташування
Сусідні з Ланіакеєю надскупчення — надскупчення Шеплі, надскупчення Геркулеса, надскупчення Волосся Вероніки і надскупчення Персея—Риб. Втім, межі між цими надскупченнями та Ланіакеєю не були чітко визначенні.

## Інтернет-ресурси
- Порівняння найбільших об'єктів у Всесвіті